# Guevarisme

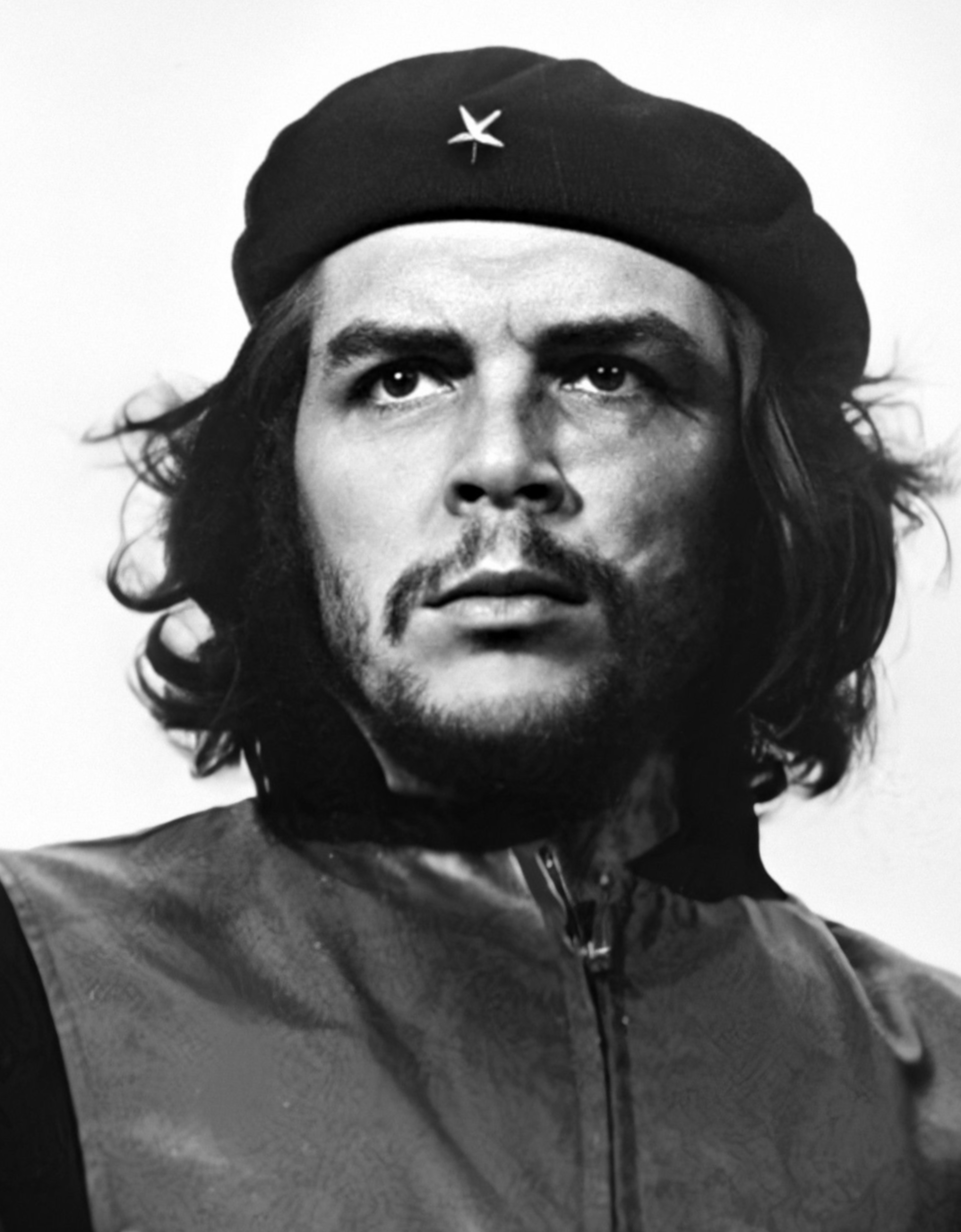
Che Guevara

Het guevarisme is een theorie van communistische revolutie en een militaire strategie van guerrilla geassocieerd met de marxistische revolutionair Ernesto "Che" Guevara, een van de leidende figuren van de Cubaanse Revolutie. Gedurende de Koude Oorlog botsten de Verenigde Staten en de Sovjet-Unie in een reeks van oorlogen bij volmacht, vooral in de ontwikkelingslanden van de derde wereld, inclusief vele dekolonisatiegevechten.